# Pygmégurami
Pygmégurami (Trichopsis pumila) är en fiskart som först beskrevs av Arnold, 1936.  Pygmégurami ingår i släktet Trichopsis och familjen Osphronemidae. IUCN kategoriserar arten globalt som livskraftig. Inga underarter finns listade i Catalogue of Life.